# آپوفیلیت
آپوفیلیت (Apophyllite)، این کانی به گروه فیلوسیلیکات‌ها برمی‌گردد، گروهی از کانی‌ها که میکا را نیز در برمی‌گیرد.
این کانی کمیاب است و در آلمان، نروژ، اسکاتلند، کانادا، ایرلند، هند، ژاپن، برزیل و در سراسر آمریکا یافت می‌شود. از خواص دیگر این کانی می‌توان به ترد بودن آن و به لومینسانس سبز، سیاه یا آبی تیره‌رنگ آن که در امتداد طولی مشاهده می‌شود، اشاره کرد.
تذکر: عنوان فیلوسیلیکات درگذشته تنها به یک کانی داده شده بود اما در سال ۱۹۷۸ در آن تجدید نظر شد و این عنوان به گروهی از کانی‌ها که خواص شیمیایی مشابه دارند داده شد؛ که به این گروه سری محلول جامد می‌گویند.

## گونه‌های آپوفیلیت

### آپوفیلیت (KF)
درگذشته آن را فلوئورآپوفیلیت می‌نامیدند. این کانی به رنگ‌های سفید، بی‌رنگ، زرد، سبز و بنفش دیده شده است. فرمول شیمیایی آن عبارت است از:
(K, Na)Ca۴Si۸O۲۰(F, OH) • ۸H۲O

### آپوفیلیت (KOH)
درگذشته آن را هیدروکسی‌آپوفیلیت می‌نامیدند. این کانی به رنگ سفید و بی‌رنگ دیده شده است. فرمول شیمیایی آن عبارت است از:
KCa۴Si۸O۲۰(OH, F) • ۸H۲O

### آپوفیلیت (NaF)
درگذشته آن را ناتروآپوفیلیت می‌نامیدند. این کانی به رنگ قهوه‌ای، زرد و بی‌رنگ دیده شده است. فرمول شیمیایی آن عبارت است از:
(K, Na)Ca۴Si۸O۲۰F • ۸H۲O